# Kaitlyn Christian
Kaitlyn Christian (Orange, 13 januari 1992) is een tennisspeelster uit de Verenigde Staten van Amerika. Christian speelt rechtshandig en heeft een tweehandige backhand.

## Loopbaan
Zij debuteerde in 2008 op het ITF-toernooi van La Quinta (VS).
In 2009 won zij haar eerste ITF-toernooi in Atlanta (VS) in het vrouwendubbelspel, samen met landgenote Lindsey Nelson. Sinds 2010 concentreert zij zich voornamelijk op het dubbelspel.
In 2015 verwierf zij een wildcard voor het vrouwendubbelspeltoernooi op het US Open, samen met Sabrina Santamaria.
Tot op heden(september 2021) won zij twaalf ITF-titels in het dubbelspel, de meest recente in 2018 in Cagnes-sur-Mer (Frankrijk), met landgenote Sabrina Santamaria aan haar zijde. Daarnaast won Christian één ITF-titel in het enkelspel, in 2016 in Tarakan (Indonesië) – in de finale versloeg zij de Japanse Haruka Kaji.
In 2021 won Christian haar eerste WTA-titel, op het dubbelspeltoernooi van Saint-Malo, samen met landgenote Sabrina Santamaria.
Haar beste resultaat op de grandslamtoernooien is het bereiken van de derde ronde op het Australian Open 2019, samen met landgenote Asia Muhammad.

## Varia
Christian speelde twee rollen in de film Battle of the Sexes (2017): de rol van Kerry Melville, alsmede die van body double voor Emma Stone die Billie Jean King speelde. In de film King Richard (2021) speelde zij de rol van Shaun Stafford.

## Posities op deWTA-ranglijst
Positie per einde seizoen:
| jaar | rang enkelspel | rang dubbelspel |
| ---- | -------------- | --------------- |
| 2009 | 591            | 570             |
| 2010 | –              | 742             |
|      |                |                 |
| 2012 | –              | 624             |
| 2013 | –              | 1078            |
| 2014 | –              | 740             |
| 2015 | –              | 359             |
| 2016 | 872            | 706             |
| 2017 | 677            | 119             |
| 2018 | –              | 53              |
| 2019 | –              | 61              |
| 2020 | –              | 59              |
| 2021 | –              | 60              |

## Resultaten grandslamtoernooien
| Legenda | Legenda                          |
| ------- | -------------------------------- |
| g.t.    | geen toernooi gehouden           |
| l.c.    | lagere categorie                 |
| –       | niet deelgenomen                 |
| G       | uitgeschakeld in de groepsfase   |
| 1R      | uitgeschakeld in de eerste ronde |
| 2R      | uitgeschakeld in de tweede ronde |
| 3R      | uitgeschakeld in de derde ronde  |
| 4R      | uitgeschakeld in de vierde ronde |
| KF      | uitgeschakeld in de kwartfinale  |
| HF      | uitgeschakeld in de halve finale |
| F       | de finale verloren               |
| W       | het toernooi gewonnen            |
| w-v     | winst/verlies-balans             |

### Enkelspel
geen deelname

### Vrouwendubbelspel
| toernooi        | 2015 |    | 2018 | 2019 | 2020 | 2021 | 2022 |
| --------------- | ---- | -- | ---- | ---- | ---- | ---- | ---- |
| Australian Open | –    | –  | 3R   | 2R   | 1R   | 1R   |      |
| Roland Garros   | –    | 2R | 1R   | 2R   | 1R   |      |      |
| Wimbledon       | –    | 2R | 1R   | g.t. | 2R   |      |      |
| US Open         | 1R   | 1R | 1R   | 1R   | 1R   |      |      |

## Palmares
| Legenda                 |
| ----------------------- |
| Grandslamtoernooi       |
| Olympische Spelen       |
| Year-End Championships  |
| Premier Mandatory       |
| Premier Five / WTA 1000 |
| Premier / WTA 500       |
| International / WTA 250 |
| Challenger / WTA 125    |

### WTA-finaleplaatsen enkelspel
geen

### WTA-finaleplaatsen vrouwendubbelspel
| nr.              | finale     | toernooi            | ondergrond    | partner            | tegenstandsters               | score            |         |
| ---------------- | ---------- | ------------------- | ------------- | ------------------ | ----------------------------- | ---------------- | ------- |
| gewonnen finales |            |                     |               |                    |                               |                  |         |
| 1.               | 2021-05-09 | WTA Saint-Malo      | gravel        | Sabrina Santamaria | Hayley Carter Luisa Stefani   | 7-6, 4-6, [10-5] | details |
| 2.               | 2022-02-27 | WTA Guadalajara     | hardcourt     | Lidzija Marozava   | Wang Xinyu Zhu Lin            | 7-5, 6-3         | details |
| verloren finales |            |                     |               |                    |                               |                  |         |
| 1.               | 2018-03-03 | WTA Acapulco        | hardcourt     | Sabrina Santamaria | Tatjana Maria Heather Watson  | 5-7, 6-2, [2-10] | details |
| 2.               | 2019-10-19 | WTA Luxemburg       | hardcourt (i) | Alexa Guarachi     | Cori Gauff Caty McNally       | 2-6, 2-6         | details |
| 3.               | 2020-02-16 | WTA Sint-Petersburg | hardcourt (i) | Alexa Guarachi     | Shuko Aoyama Ena Shibahara    | 6-4, 0-6, [3-10] | details |
| 4.               | 2021-03-21 | WTA Sint-Petersburg | hardcourt (i) | Sabrina Santamaria | Nadija Kitsjenok Raluca Olaru | 6-2, 3-6, [8-10] | details |
| 5.               | 2021-09-26 | WTA Ostrava         | hardcourt (i) | Erin Routliffe     | Sania Mirza Zhang Shuai       | 3-6, 2-6         | details |